# عبد القادر المهيري
عبد القادر المهيري (7 أغسطس 1934 - 13 مايو 2016) من مواليد صفاقس في تونس، وتوفي في تونس، هو عالم لغوي وسياسي وأكاديمي تونسي متخصص في الآداب واللغة العربية.

## سيرة شخصية
حصل عبد القادر على الباكالوريا عام 1951، وعلى شهادة الأدب الفرنسي بجامعة باريس 1955، وعلى الإجازة في اللغة والآداب العربية في نفس العام من الجامعة ذاتها. وعلى دبلومات في الآداب الفرنسية والعربية، وشهادة التبريز عام 1959، والدكتوراه عام 1970، كان يعمل قيّم بمعهد كارنو عام 1954، ثم أستاذ تعليم عال عام 1974، ثم مديرًا لمعهد بورقيبة للغات الحية عام 1986، عين عميدًا لكلية العلوم الإنسانية والاجتماعية بتونس، وهو المنصب الذي شغله. من عام 1970 إلى 1972، خلفًا لمحمد الطالبي.
في الفترة من 15 مايو إلى، وأصبح رئيسًا لجامعة تونس بين عامي 1988 و 1995. وترأس لاحقًا لجنة تقويم التعليم العالي من 1995 إلى 19983.
كاتب دولة في وزارة التعليم العالي من 15 مايو إلى 7 نوفمبر 1987، تولى رئاسة جامعة تونس للآداب والفنون والعلوم الإنسانية بين عامي 1988 و1995. ثم تولى رئاسة لجنة تقييم التعليم العالي من 1995 إلى 1998.
هو عضو الأكاديمية التونسية للعلوم والآداب والفنون، حصل عام 2011 على جائزة ابن خلدون سنغور للترجمة من الفرنسية إلى العربية للمعجم الموسوعي الجديد لعلوم اللغة، وجائزة الملك عبد الله بن عبد العزيز للغة الإنجليزية، لترجمته إلى العربية " معجم تحليل الخطاب" لباتريك شارودو ودومينيك مينجوينو.
هو أستاذ فخري بجامعة تونس، أشرف لسنوات عديدة على عمل الجيل الثاني من اللغويين التونسيين.

## المنشورات
- دراسة لغوية لأول كتابين مقروئين باللغة العربية قيد الاستخدام في تونس، مركز الدراسات والبحوث الاقتصادية والاجتماعية، تونس، 1968.
- أهم المدارس اللسانية مركز الدراسات والبحوث الاقتصادية والاجتماعية، تونس، 119 صفحة، 1968.
- نظريات ابن جني النحوي، كلية الآداب والعلوم الإنسانية، تونس، 1973
- النظرية اللسانية والشعرية في التراث العربي (مع حمادي مصود وعبد السلام مسدي)، الشركة التونسية للبث الإذاعي، 1988
- نظرات في التراث اللغوي العربي، دار الغرب الإسلامي، بيروت، 260 صفحة، 1993.[8]
- السيرة الذاتية، الجمعية التونسية اللغوية بتونس، 1997
- من الكلمة إلى الجملة، مؤسسات عبد الكريم بن عبد الله، تونس، 1998.
- التفكير البلاغي عند العرب، المركز القومي البيداغوجي، تونس ، 1998.[9]
- التنوع الثقافي والحقوق الثقافية (مع حمادي مصود)، المعهد العربي لحقوق الإنسان، تونس، 2003
- البحث اللغوي، كلية الآداب والفنون والعلوم الإنسانية بمنوبة، لا منوبة، 2008
- النمر والثعلب لسهل بن هارون.